# Повстання базарних торговок
Повстання базарних торговок — серія великих демонстрацій і заворушень в Гвінеї в 1977 році. Приводом послужило те, що уряд встановив фіксовані ціни на товари, які продавалися на ринках.
Заворушення почалися 27 серпня 1977 року, коли жінки, які постачали товари на ринок «Медіна» в Конакрі, почали масові виступи проти «економічної поліції», яка відповідала за контроль цін, встановлених урядом, і в основній масі була корумпована. Заворушення поширилися по всій країні і призвели до кількох смертельних випадків.
Повстання розглядається як важливий поворотний момент в історії Гвінеї і кінець радикальних «соціалістичних» економічних реформ, які проводив диктатор Ахмед Секу Туре
Після смерті диктатора 27 серпня став державним святом, однак уряд Лансани Конте скасував свято в 2006 році, незадовго до нового бунту, викликаного зростанням цін на рис.